# Welcome to the Fishbowl
| Совокупная оценка    | Совокупная оценка |
| Источник             | Оценка            |
| -------------------- | ----------------- |
| Metacritic           | (64/100)          |
| Оценки критиков      |                   |
| Источник             | Оценка            |
| AbsolutePunk         | 80%               |
| Allmusic             | [ 4 ]             |
| American Songwriter  | [ 5 ]             |
| Entertainment Weekly | B–                |
| Omaha World-Herald   | [ 7 ]             |
| Rolling Stone        | [ 8 ]             |
| Roughstock           | [ 9 ]             |
| Taste of Country     | [ 10 ]            |
| USA Today            | [ 11 ]            |

Welcome to the Fishbowl — четырнадцатый студийный альбом американского кантри-певца Кенни Чесни, выпущенный 19 июня 2012 года на лейбле Blue Chair и Columbia Nashville. Альбом стал платиновым по данным RIAA.
Первый сингл с альбома, «Feel Like a Rock Star», дуэт с Тимом Макгро, был выпущен в апреле 2012 года. Второй сингл, «Come Over», был выпущен 14 мая 2012 года . Эта песня достигла первого места в чарте Hot Country Songs. «El Cerrito Place», третий сингл альбома, был первоначально записан Чарли Робисоном на его альбоме 2004 года Good Times. Версия Чесни включает в себя бэк-вокал Грейс Поттер.

## Об альбоме
Название альбома произошло от разговора Чесни со своими друзьями-футболистами. Чесни рассказал USA Today, что когда один из них сказал: «Я и не думал, что твоя жизнь такая», он ответил: «Эй, чувак, добро пожаловать в аквариум».

## Отзывы
Альбом получил положительные и смешанные отзывы музыкальных критиков и интернет-изданий.
На сайте Metacritic, который присваивает средневзвешенную оценку из 100 баллов рецензиям и рейтингам от основных критиков, альбом получил метарейтинг 64, основанный на 7 рецензиях.
Альбом получил положительные отзывы от AbsolutePunk, American Songwriter, The Boston Globe, Entertainment Weekly, Roughstock, Taste of Country и USA Today. В AbsolutePunk Грегори Робсон поставил альбому 80 % и написал, что «пятнадцатый студийный альбом Кенни Чесни не близок к его лучшим и не близок к худшим. Однако он периодически радует, ужасно производен и слишком самовнушаем». Робсон продолжил, что «Welcome to the Fishbowl — это не что иное, как первоклассный альбом. Еще несколько таких альбомов, и сам Чесни превратится в карикатуру на самого себя». Грейди Смит из Entertainment Weekly оценил альбом на B- и добавил: «Альбомы Чесни всегда были более тоскливыми, чем его радиоперсона, но мелодии Welcome to the Fishbowl, хотя и хорошо написанные, могут быть откровенно унылыми. Смена тональности — это хорошо, но проблема в том, что эти слезы часто похожи не на подлинную автобиографию, а на приземленную нэшвиллскую ролевую игру. (Слишком гладкое исполнение и задумчивый, растянутый темп не помогают)». Кроме того, Смит написал, что «Fishbowl раскрывает истинную внутреннюю жизнь звезды меньше, чем когда-либо».
Альбом получил четыре из пяти звезд от American Songwriter, Roughstock и Taste of Country. Музыкальный критик American Songwriter Эрик Аллен отметил, что «в Fishbowl чувствуется серьезная жажда потянуться и копнуть чуть глубже в жизненные перипетии, как будто Чесни пытается разобраться в них сам, но в хорошем смысле этого слова». Кроме того, Аллен отметил, что Welcome to the Fishbowl по-прежнему удается звучать очень лично и интроспективно. Чесни обладает удивительным умением находить первоклассный материал, который звучит автобиографично, и смешивать его со своим собственным, чтобы создать уникальное, отличительное музыкальное высказывание. Мэтт Бьорк из Roughstock отметил, что «Welcome To The Fishbowl должен легко присоединиться к прошлым альбомам Кенни Чесни в качестве кантри-бестселлера-номер-один, и нет никаких сомнений, что он также является одним из лучших в его карьере, которая сейчас так же сильна, как и 20 лет назад». Билли Дьюкс из Taste of Country назвал его «…альбомом, к которому нужно обращаться часто».
Умеренно положительные отзывы были получены от The Boston Globe и USA Today. Музыкальный критик The Boston Globe Стюарт Манро отметил альбом как «Последовательный и тщательно выстроенный, как всегда, Welcome to the Fishbowl — это „die-cast Chesney“», дав альбому три с половиной звезды из пяти, что взято из оценки на Metacritic. Джерри Ширвер из USA Today оценил альбом в две с половиной звезды из четырех и сказал, что «Хотя аранжировки этих дюжин мелодий актуальны, а его голос сохранил то безвкусное качество среднего Джо, которое обожают массы и радиопрограммисты, большинство тем рассчитаны на стандартный выпуск».

## Коммерческие показатели
Релиз диска состоялся 19 июня 2012 года на лейбле Blue Chair, Columbia Nashville.
Альбом дебютировал на первом месте американского кантри хит-парада Top Country Albums. Это его 8-й чарттоппер в хит-параде музыки кантри. Чесни был на позиции № 1 в Top Country Albums с альбомами The Big Revival (в 2014 и № 2 в B200), Life on a Rock (2013),  Hemingway’s Whiskey (2010 и № 1 в B200), Lucky Old Sun (2008 и № 1 в B200), Just Who I Am: Poets & Pirates (2007 и № 3), The Road and the Radio (2005 и № 1 в B200), Be As You Are (Songs From an Old Blue Chair) (2005 и № 1 в B200), When the Sun Goes Downn (2004 и № 1 в B200) и No Shirt, No Shoes, No Problems (2002 и № 1 в B200).
Welcome to the Fishbowl дебютировал на втором месте в американском чарте Billboard 200 с продажами за первую неделю в 193 000 копий в США, уступив только альбому Джастина Бибера Believe. По состоянию на январь 2013 года альбом был продан в США в количестве 592 286 копий. 13 февраля 2017 года альбом получил платиновый сертификат Ассоциации звукозаписывающей индустрии Америки (RIAA) за продажи более одного миллиона копий в США.

## Список композиций
| №   | Название                                      | Автор(ы)                             | Длительность |
| --- | --------------------------------------------- | ------------------------------------ | ------------ |
| 1.  | «Come Over»                                   | Sam Hunt Shane McAnally Josh Osborne | 4:09         |
| 2.  | «Feel Like a Rock Star» (вместе с Tim McGraw) | Rodney Clawson Chris Tompkins        | 3:28         |
| 3.  | «Sing 'Em Good My Friend»                     | Tom Douglas Jaren Johnston           | 4:38         |
| 4.  | «Welcome to the Fishbowl»                     | Kenny Chesney Skip Ewing             | 3:30         |
| 5.  | «I’m a Small Town»                            | Keith Gattis                         | 4:38         |
| 6.  | «El Cerrito Place»                            | Gattis                               | 5:52         |
| 7.  | «Makes Me Wonder»                             | Chesney Wendell Mobley Neil Thrasher | 3:13         |
| 8.  | «While He Still Knows Who I Am»               | Dave Berg Douglas Georgia Middleman  | 4:16         |
| 9.  | «Time Flies»                                  | Steve McEwan Craig Wiseman           | 3:37         |
| 10. | «To Get to You (55th and 3rd)»                | Chesney Ewing                        | 5:40         |
| 11. | «Always Gonna Be You»                         | Mike Reid                            | 5:16         |
| 12. | «You and Tequila» (live with Grace Potter)    | Matraca Berg Deana Carter            | 4:49         |

## Позиции в чартах

### Еженедельные чарты
| Чарт (2012)                              | Высшая позиция |
| ---------------------------------------- | -------------- |
| Австралия (ARIA)                         | 34             |
| Канада (Canadian Albums Chart)           | 5              |
| Великобритания (UK Country Albums Chart) | 3              |
| США (Billboard 200)                      | 2              |
| США (Billboard Top Country Albums)       | 1              |

### Годовые итоговые чарты
| Чарт (2012)                         | Позиция |
| ----------------------------------- | ------- |
| США (Billboard 200)                 | 41      |
| США (Top Country Albums, Billboard) | 12      |
| Чарт (2013)                         | Позиция |
| США (Top Country Albums, Billboard) | 38      |

### Сертификации
| Регион                                                      | Сертификация | Продажи    |
| ----------------------------------------------------------- | ------------ | ---------- |
| США (RIAA)                                                  | Платиновый   | 1 000 000^ |
| ^ Данные о тиражах приведены только на основе сертификации. |              |            |